# Chiya Fujino
Chiya Fujino (en japonés: 藤野千夜; Fukuoka, 27 de febrero de 1962) es una escritora japonesa galardonada con numerosos premios, como el Premio Akutagawa.
Estudió en la Universidad de Chiba y fue editora de manga.
En sus novelas utiliza su condición de transexual para describir personajes extraños con humor y sutilidad.